# Castelpoto
Castelpoto là một đô thị ở tỉnh Benevento trong vùng Campania, có vị trí khoảng 50 km về phía đông bắc của Napoli và khoảng 7 km về phía tây của Benevento. Tại thời điểm ngày 31 tháng 12 năm 2004, đô thị này có dân số 1.450 người và diện tích là 11,8 km².
Castelpoto giáp các đô thị: Apollosa, Benevento, Campoli del Monte Taburno, Foglianise, Vitulano.